# 86式歩槍
86式歩槍（繁体字中国語: 86式戰鬥歩槍）は、中華民国国軍（台湾軍）の制式アサルトカービン（突撃騎銃）。民国86年（西暦1997年）に制式化され、主に特殊部隊向けの配備が目指されたが、同91年に同銃に更に改良を加えた91式が制式化されたため生産、配備は少数にとどまった。

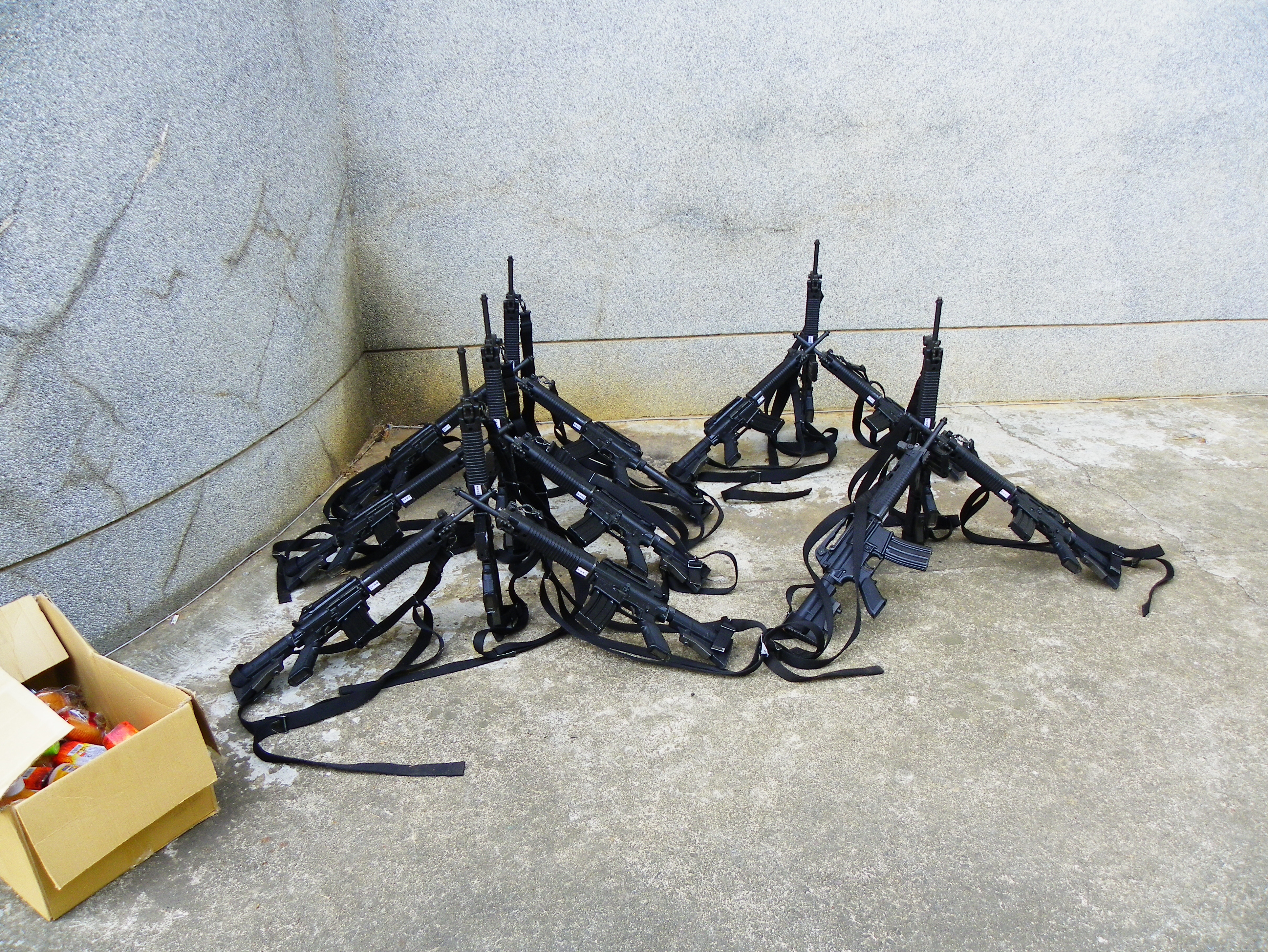
積み重ねられた86式歩槍

65式から基本的な構造は受け継いでいるが、従来の単射・連射に加え3点制限点射機構が追加された他、発射速度調整のため銃身上に新たに規整子が設置されている。

## 使用国
- 中華民国
- ヨルダン[2]
- アラブ首長国連邦
- イラク